# Tomasz Knasiecki
Tomasz Knasiecki (ur. 1 lutego 1979) – polski siatkarz grający na pozycji libero.

## Kluby
| Klub                    | Kraj   | Lata gry    |
| ----------------------- | ------ | ----------- |
| BKSCh Chemik Bydgoszcz  | Polska | 1997 - 2007 |
| Pronar Parkiet Hajnówka | Polska | 2007 - 2009 |
| Ślepsk Suwałki          | Polska | 2009 - 2010 |
| KS Camper Wyszków       | Polska | 2010 - 2013 |